# أحمد بدوي
المشير أحمد بدوي سيد أحمد (3 أبريل 1927 ـ 2 مارس 1981)، وزير الدفاع القائد العام للقوات المسلحة المصرية الأسبق وأحد قادة حرب أكتوبر.

## النشأة
ولد أحمد بدوي في مدينة الإسكندرية الساحلية عام 1927. درس التجارة في جامعة الإسكندرية حيث حصل على درجة البكالوريوس، ثم سافر إلى موسكو في منحة دراسية لأكاديمية فرونزي العسكرية.

## حياته المهنية
- تخرج في الكلية الحربية عام 1948 (دفعة 48).
- اشترك في حرب 48، وقاتل في المجدل ورفح وغزة والعسلوج.
- عُيّن بعد حرب 48 مدرساً بالكلية الحربية.
- أصبح مساعداً لكبير معلمي الكلية عام 1958.
- سافر في بعثة دراسية إلى الإتحاد السوفيتي لمدة ثلاث سنوات، حيث التحق بأكاديمية فرونز العسكرية العليا، تخرج بعدها حاملاً درجة «أركان حرب» عام 1961.
- بعد حرب 1967، صدر قرار بإحالته إلى المعاش، واعتقل لمدة عام على خلفية التخوف من دفعة شمس بدران وزير الحربية أثناء حرب 1967.
- تم الإفراج عنه في يونيو 1968، والتحق خلال تلك الفترة بكلية التجارة، جامعة عين شمس، وحصل على درجة البكالوريوس، شعبة إدارة الأعمال، عام 1974.
- أصدر الرئيس محمد أنور السادات قراراً، بعودته إلى صفوف القوات المسلحة في مايو 1971، والتحق بأكاديمية ناصر العسكرية العليا في عام 1972، حيث حصل على درجة الزمالة عام 1972.
- تولى منصب قيادة فرقة مشاة ميكانيكية.
- تمت ترقيته إلى رتبة اللواء، وعين قائداً للجيش الثالث الميداني، وسط ساحة القتال في 13 ديسمبر 1973.
- كرمه الرئيس الراحل محمد أنور السادات في مجلس الشعب ومنحه نجمة الشرف العسكرية في 20 فبراير 1974.
- عُيّن رئيساً لهيئة تدريب القوات المسلحة في 25 يونيو 1978.
- عُيّن رئيساً لأركان حرب القوات المسلحة في 4 أكتوبر 1978.
- صار أميناً عاماً مساعداً للشؤون العسكرية في جامعة الدول العربية.
- تمت ترقيته لرتبة الفريق في 26 مايو 1979.[2]
- عُيّن وزيراً للدفاع وقائداً عاماً للقوات المسلحة، في 14 مايو 1980.
- أصدر الرئيس أنور السادات قراراً بترقية اسم الفريق أحمد بدوي إلى رتبة المشير بعد وفاته تكريما له.

## حرب أكتوبر
استطاع مع فرقته عبور قناة السويس إلى أرض سيناء في حرب أكتوبر 1973من موقع جنوب السويس ضمن فرق الجيش الثالث الميداني، وتمكن من صد هجوم إسرائيلي استهدف مدينة السويس.

### دوره في الثغرة
عندما قامت القوات الإسرائيلية بعملية الثغرة على المحور الأوسط، اندفع بقواته إلى عمق سيناء لخلخلة جيش العدو واكتسب أرضاً جديدة من بينها مواقع قيادة العدو في منطقة عيون موسى جنوب سيناء. ولما حاصرته القوات الإسرائيلية استطاع الصمود مع رجاله شرق القناة في مواجهة السويس.

## وفاته
في 2 مارس 1981، لقي الفريق أحمد بدوي وثلاثة عشر من كبار قادة القوات المسلحة مصرعهم عندما سقطت الطائرة العمودية التي تقلهم في منطقة سيوة بالمنطقة العسكرية الغربية بمطروح. في نفس اليوم أصدر الرئيس أنور السادات قراراً بترقية الفريق أحمد بدوي إلى رتبة مشير وترقية رفاقه الذين قضوا معه إلى الرتب الأعلى واعتبارهم شهداء الوطن. الضحايا الثلاثة عشر الذين كانوا يرافقونه هم:
1. اللواء صلاح قاسم رئيس أركان المنطقة الغربية العسكرية.
2. اللواء علي فايق صبور قائد المنطقة الغربية العسكرية.
3. اللواء جلال سري رئيس الهيئة الهندسية للقوات المسلحة.
4. اللواء أحمد فواد مدير إدارة الإشارة.
5. اللواء عطية منصور رئيس هيئة الإمداد والتموين.
6. اللواء محمد حشمت جادو رئيس هيئة تدريب القوات المسلحة.
7. اللواء محمد أحمد المغربي نائب رئيس هيئة التنظيم والإدارة.
8. اللواء فوزي الدسوقي مدير إدارة الأشغال العسكرية والإبرار.
9. اللواء محمد حسن مدير إدارة المياه.
10. عميد أركان حرب محمد السعدي عمار مدير هيئة عمليات القوات المسلحة.
11. عميد أركان حرب محمد أحمد وهبي من هيئة عمليات القوات المسلحة.
12. عقيد مازن مشرف من هيئة عمليات القوات المسلحة.
13. عقيد أركان حرب ماجد مندور من هيئة عمليات القوات المسلحة.

شيعت جنازة المشير أحمد بدوي وزملائه، يوم الثلاثاء 3 مارس 1981،من مقر وزارة الدفاع المصرية في جنازة عسكرية تقدمها الرئيس أنور السادات.

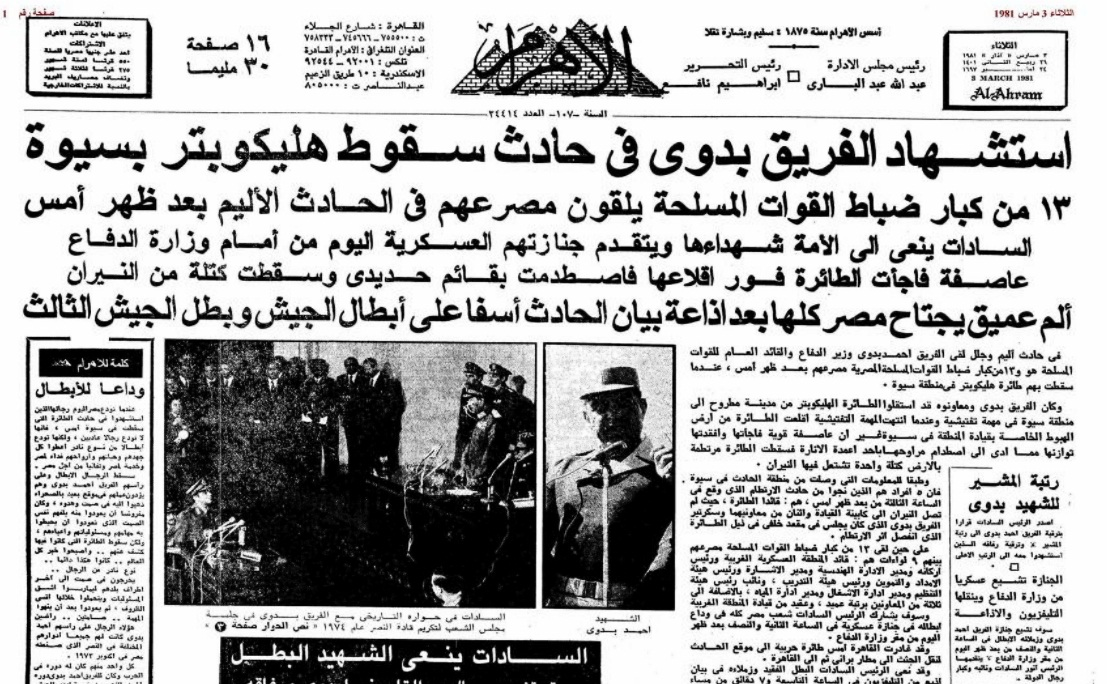
خبر وفاة المشير أحمد بدوي في جريدة الأهرام.

## الأوسمة والأنواط والميداليات
- وسام نجمة الشرف العسكرية
- نوط التدريب